# مستشفى الاستشاري
المستشفى الاستشاري مستشفى أُفتتح سنة 2004، يقع المستشفى في شارع الكندي في وادي صقرة في مدينة عمان عاصمة الأردن.

## الخدمات الطبية المقدمة
يقدم المستشفى خدماته في عدة فروع في الطب والجراحة، ويحتوي على عدة أقسام من بينها الجراحة، أمراض الغدد الصماء، الأطفال، الأعصاب، الجهاز الهضمي، العظام وغيرها، عدد الأسرّة 130 سريراً.

## وصلات خارجية
- الموقع الرسمي لوزارة الصحة في الأردن